# Lucian Wysocki
Lucian Damianus Wysocki, född 18 januari 1899 i Gentomie, Westpreussen, död 13 december 1964 i Rheinhausen, Duisburg, var en tysk SS-Brigadeführer och generalmajor i polisen. Han var under andra världskriget SS- och polischef i det av Tyskland ockuperade Litauen.

## Biografi
Wysocki anmälde sig 1917 som krigsfrivillig och hann strida på både östfronten och västfronten innan första världskriget tog slut. I september 1918 hamnade han i amerikansk krigsfångenskap, ur vilken han ett knappt år senare släpptes.
Wysocki blev 1929 medlem i Nationalsocialistiska tyska arbetarepartiet (NSDAP) och Sturmabteilung (SA). Under 1930-talet steg han i graderna och anförde olika SA-Standarten, det vill säga SA-regementen. År 1940 utträdde han ur SA och blev medlem i Schutzstaffel (SS) och kommenderades till SS-Oberabschnitt West (Düsseldorf).
Den 22 juni 1941 anföll Tyskland sin tidigare bundsförvant Sovjetunionen och inledde Operation Barbarossa. Reichsführer-SS Heinrich Himmler utnämnde Wysocki till SS- och polischef i Litauen och han kom under sin tid som sådan att aktivt delta i förintelsen av Litauens judiska befolkning. Efter två år entledigades Wysocki från denna post och förflyttades till Minsk, där han i Curt von Gottbergs stab ägnade sig åt partisanbekämpning. I slutet av andra världskriget var Wysocki polischef i Kassel.